# 黃銅樹
黃銅樹，中華民國（台灣）教育界人士、政治人物，曾任林園農校校長、岡山農校校長、第一屆高雄縣議員、水利會長，後代表中國國民黨在台灣省第五選區（高高屏澎）當選為第一屆第一次增額立法委員。